# Fructosémie
 (avril 2019).
Si vous disposez d'ouvrages ou d'articles de référence ou si vous connaissez des sites web de qualité traitant du thème abordé ici, merci de compléter l'article en donnant les références utiles à sa vérifiabilité et en les liant à la section « Notes et références ».
 Mise en garde médicale
La fructosémie congénitale ou intolérance héréditaire au fructose (IHF) est une maladie génétique rare  autosomique récessive caractérisée par une accumulation de fructose-1-phosphate dans le foie en cas d’ingestion de fructose qui peut conduire à une insuffisance hépatique ou rénale. 
Cette anomalie métabolite du fructose est due à l’absence au niveau hépatique d’une enzyme qui joue un rôle clé dans le néoglycogénèse : l’aldolase B. 
Les personnes atteintes par cette maladie doivent éviter les sources directes de fructose (comme les fruits, miel et certains légumes) mais aussi les sources indirectes contenant du saccharose (sucre de table, friandises, pâtisseries, sodas, ...) ou celles contenant des fructanes (certains légumes).   
La maladie ne doit pas être confondue avec une malabsorption du fructose.

## Physiopathologie
La fructosémie, ou intolérance héréditaire au fructose, a été mise en évidence cliniquement en 1956. C'est une maladie congénitale/héréditaire interdisant l'absorption de fructose et de tous les sucres en contenant sous forme de polymères (saccharose, de sorbitol). Elle est liée à un déficit en aldolase B. Cette enzyme, localisée dans le foie, l'intestin grêle et les reins, clive le fructose-1-Phosphate en DHAP et en glycéraldéhyde afin de permettre la suite de la glycolyse en vue de la production d'ATP par la cellule. Il en résulte une accumulation de fructose-1-Phosphate dans le foie et les reins. Cette molécule ne pouvant pas suivre une autre voie métabolique, elle devient toxique pour ces organes à terme.

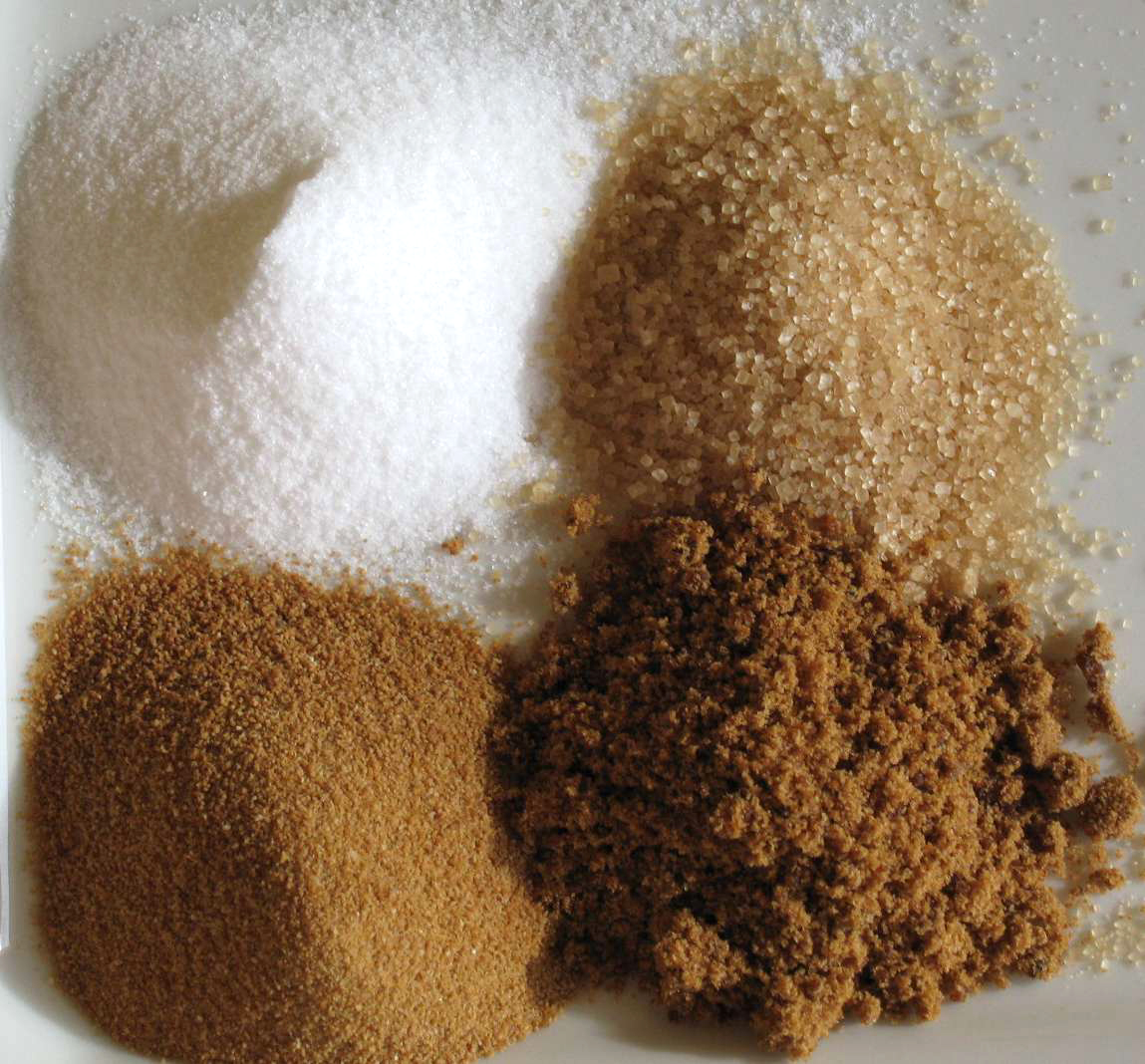
Grossièrement, la fructosémie est l'intolérance au sucre.

C'est une maladie rare qui touche 1/20 000 naissances : une étude suisse[réf. souhaitée] a comptabilisé 5 cas en 5 ans sur 100 000 naissances, une autre étude basée sur un test ADN en Grande-Bretagne[réf. souhaitée] a donné un résultat de 1/22 000.
Caractère récessif autosomal, l'intolérance héréditaire au fructose est également répartie entre les sexes.
Grossièrement, il s'agit d'un régime dit "sans sucre". Saccharose et fructose, c'est en gros le sucre de table, en morceaux, friandises, pâtisseries, fruits et légumes. Le sorbitol, quant à lui se retrouve dans les aliments dits sans sucre (comme certains bonbons, chewing-gum, etc.) alors qu'il est toxique en tant que sucre pour un fructosémique.

## Détection
Sa détection est problématique car un enfant touché a une aversion naturelle pour le goût sucré typique du fructose. Un petit intolérant s'ignorera souvent quand on respectera ses goûts alimentaires jusqu'à l'intoxication involontaire. L'intoxication arrive habituellement pendant la petite enfance au sevrage, quand on présente des fruits et légumes à l'enfant, ou quand l'alimentation est transférée du lait maternel à l'alimentation diversifiée. Les signes cliniques d'une intoxication sont hypoglycémie, déshydratation, irritabilité, diarrhées, vomissements, ictère, coma. La mortalité est implicite pour un patient non traité. Le gène responsable est connu, cloné et séquencé et permet le diagnostic de la fructosémie en utilisant de l'ADN préparé à partir des cellules nucléées sanguines.
Les analyses qui confirment le diagnostic sont :
- taux d'acide urique excessif dans le sang (hyperuricémie) ;
- faiblesse rénale avec des taux anormalement élevés de sucres, d'acides aminés et de sels dans les urines ;
- dysfonctionnement du foie mis en évidence par analyses de sang ;
- mauvaise coagulation indiquée par les tests sanguins ;
- biopsie du foie ;
- études des enzymes ;
- analyse génétique.

## Traitement
À l'heure actuelle, il n'y a pas de traitement curatif pour la maladie. L'intolérance héréditaire au fructose est une maladie génétique et donc un traitement impliquerait le remplacement du gène ou de l'activité enzymatique déficiente de l'aldolase B directement dans le foie, les reins, et l'intestin. Actuellement, il n'y a aucune procédure capable de le faire, bien qu'avec l'avancée de la recherche ce ne soit pas inconcevable à l'avenir.
Le traitement des symptômes, quant à lui, repose sur la suppression totale du fructose, du sorbitol et du saccharose qui permet la récupération d'une santé normale. Ce traitement doit être poursuivi à vie. Les formes les plus graves ne permettent toutefois pas d'éviter une atteinte hépatique progressive.
La maladie nécessite une alimentation très stricte. Le fructose et le saccharose sont la source quasi essentielle de sucre et rend le régime du malade carencé en glucide et en vitamine C présents dans les fruits notamment. Le pouvoir sucrant et la disponibilité du fructose/saccharose sont tels par rapport à ses concurrents qu'ils sont largement préférés dans l'alimentation offerte. Les conservateurs présents dans une grande partie des produits industriels sont aussi à surveiller ; l'idéal étant de recourir aux produits frais qui ont l'inconvénient d'être coûteux.
Des compléments alimentaires peuvent être trouvés en pharmacie, magasins bio comme la vitamine C sous forme de comprimés à croquer ou effervescent. Il faut cependant être très vigilant sur la composition qui dans la plupart des cas contient du sorbitol ou autres polyols. On peut aussi trouver des comprimés de dextrose, maltose sans fructose sur commande en pharmacie.
L'avantage du traitement est une bonne hygiène buccale chez les fructosémiques grâce à la prise diminuée de sucres.

## Précautions à prendre
La mention « sans sucre » sur un produit nécessite d'en lire impérativement la composition. En fait, dans la législation française, la mention « sans sucre » (au singulier) ou « sans sucre ajouté » signifie « sans saccharose ».
En d'autres termes lorsqu'un paquet affiche « sans sucre », cela signifie qu'il n'y a pas de saccharose mais qu'il peut y avoir d'autres types de sucre : fructose ou/et des polyols comme le sorbitol. Une personne bien intentionnée de l'entourage mais qui ne connaît pas bien le régime proposera donc inévitablement une friandise dite « sans sucre » en toute bonne foi.
Par contre, les faux sucres chimiques (ex. : aspartame) sont tout à fait consommables. Cependant, s'ils offrent une saveur sucrée forte, ils n'apportent rien en eux-mêmes au traitement des carences.
La médication est bien sûr à surveiller, mais elle ne permet parfois pas de solutions alternatives sans sorbitol, fructose, saccharose. D'un commun accord, l'écart est concédé par le professionnel et le malade le temps du traitement et selon l'importance de la posologie.
Un enfant en bas âge est évidemment vulnérable dans l'apprentissage de sa condition d'intolérant au fructose. Les effets d'un écart sont plus importants. Le régime lui sera moins supportable et il sera tenté de faire des écarts volontaires. L'intolérant est très attiré par le goût du glucose/maltose/dextrose qui peut masquer le (dé)goût du fructose en excès. La lassitude du régime strict/fade est grande et à ne surtout pas sous-estimer. Les cantines, cuisines scolaires sont tenues de prendre en charge le régime d'un enfant atteint de fructosémie mais dans les faits, même si l'effort y est, des erreurs de composition du menu, oubli, incapacité sont courants.
Sucres autorisés : dextrose (glucose), dextrine-maltose, lactose.
Sucres interdits : fructose, saccharose. Polyols : sorbitol (E420), mannitol (E421), xylitol (E967), isomalt (E953).
Les personnes souffrant d’intolérance héréditaire au fructose doivent généralement renoncer toute leur vie aux aliments contenant du fructose mais aussi à ceux contenant du saccharose ou du sorbitol.

### Aliments à éviter
Dans le cadre d’un régime sans fructose, les aliments contenant du fructose ou un mélange à base de fructose doivent être supprimés. Ceci est également valable pour les aliments contenant des sucres « interdits », tels que :
- fruits et jus de fruits, fruits secs, produits à base de fruits (yaourts, confitures, gâteaux),
- le miel et produits à base de miel,
- légumes et jus de légumes, oignon, ail ; exceptions >>[pas clair]
- pain et produits de pâtisseries, snacks,
- céréales et mélanges de céréales sucrés ou contenant des fruits secs ou des cacahuètes,
- charcuterie, dont les saucisses (qui contiennent souvent du sucre),
- certaines boissons,
- plats préparés, et sauces de salade, mayonnaises, ketchup, sauces au chili et mélange d’épices, etc., qui contiennent du sucre,
- certains médicaments peuvent être enrobés de sucre (homéopathiques, par exemple)
- glaces et autres desserts et confiseries, excepté ceux à base de types de sucre « autorisés ».

Symptômes et conséquences d'une intoxication :

## Désagréments quotidiens
- hypoglycémie : La présence de fructose-1-phosphate bloque la synthèse du glycogène ce qui entraîne faiblesse générale, confusion, irritabilité, céphalées, nausées, malaise hypoglycémique : impression de ne pas absorber assez d'oxygène, voir perte de connaissance passagère.
- troubles du tonus
- troubles intestinaux
- surcoût de l'alimentation, alimentation peu variée et fade, et surveillance lourde du régime.

Les désagréments physiologiques sont essentiellement dus aux écarts de régimes, écarts inévitables et plutôt courants. Les conservateurs sont omniprésents et se contenter d'une alimentation 0 % fructose est impossible. En outre, plusieurs « listes » des aliments autorisés sont proposées et peuvent contenir des aliments interdits dans l'une et autorisés dans l'autre (ex. : citron, rhubarbe, pomme de terre, endives, poireaux, etc.).
L'intolérance héréditaire au fructose peut être une maladie relativement douce ou très grave. Sous sa forme grave, l'élimination du sucre dans le régime peut ne pas empêcher une affection hépatique progressive.